# Chelyosoma columbianum
Chelyosoma columbianum is een zakpijpensoort uit de familie van de Corellidae. De wetenschappelijke naam van de soort werd in 1912 voor het eerst geldig gepubliceerd door Huntsman. Deze soort wordt gevonden in de noordoostelijke Grote Oceaan.

## Beschrijving
Deze solitaire zakpijp is doorschijnend en hecht zich via een brede basis aan de vaste ondergrond. Zowel de orale als de atriale sifons bevinden zich op een afgeplatte schijf die uit meerdere platen bestaat zonder concentrische groeilijnen. De spierstrengen die de twee centrale schijfplaten verbinden (en die ook de andere platen verbinden) zijn zichtbaar door de mantel. Schijfdiameter tot 1,5 cm.